# 亞歷山大丹尼士Enviro 500 MMC
亞歷山大丹尼士Enviro 500MMC（英語：Alexander Dennis Enviro 500 MMC）是一款由英國亞歷山大丹尼士生產的3軸雙層巴士，它也是亞歷山大丹尼士製造的其中一款Enviro系列巴士。雖然它是全球最暢銷的3軸雙層巴士，同時其輕薄車身設計成其致命傷。由2012年至今已售出數量達到4,950輛，也是香港多間專營巴士公司（九龍巴士、龍運巴士、城巴、新世界第一巴士(已經合併城巴)）車隊中為數最多的巴士型號。

## 概要
2012年，亞歷山大丹尼士正式將Enviro 500全面改版，易名為Trident E500 Turbo，簡稱Enviro 500 MMC，亦有指新名稱為E500NG（Enviro 500 New Generation）、E500 MKIII（Enviro 500 MKIII）或E50D（Enviro 500 Diesel，香港城巴及新世界第一巴士）。

## 設計
Enviro 500 MMC改良自亞歷山大丹尼士Enviro 500，車體的主要材質是不鏽鋼及玻璃纖維，引擎沿用康明斯的ISL歐盟五期柴油引擎，而波箱則改配ZF EcoLife 6AP1700B六前速或福伊特 DIWA864.5（Differential 4版本）四前速波箱。雖然Enviro 500 MMC的底盤沿用Enviro 500的基本構造，但細部設計仍有大量修改，如車軸組件由美國德納公司（Dana）更換為德國ZF公司的產品，並提供ZF尾軸輔助轉向系統給買家選用（但需要廠方派員啟動此功能）、電池由駕駛室底部改放於引擎室左下方、油缸由方型改為梯型，容量由470升大減至350升並置於樓梯下方等，亦與Enviro400並用更多組件，間接減省維修成本，此舉亦令新一代Enviro500的重量比舊款輕700公斤，車身亦配上2011年版的新車身。

## 測試及運交

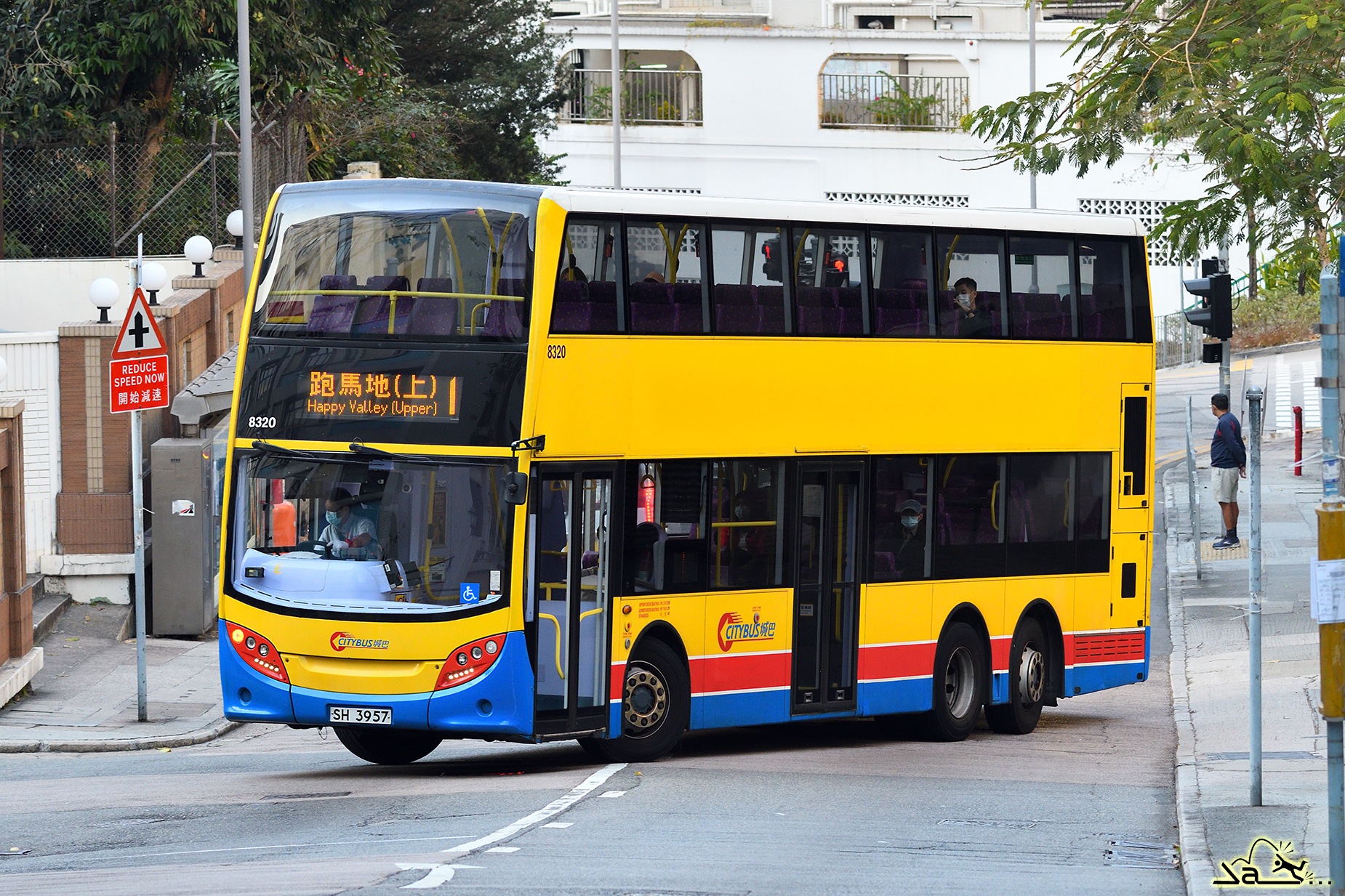
其中一台樣板車現為城巴8320

早於亞歷山大丹尼士公佈此新車前，有英國網民於當地攝得一輛Enviro 500 MMC，原相信會交給九龍巴士測試，亦有人指出其車內色系屬新世界第一巴士和城巴顔色，其後證實該樣辦車為亞歷山大丹尼士廠方所擁有作測試用途（現時仍泊在廠方），並保留着白色塗裝。其後，亞歷山大廠方製造了另一輛樣辦車，為城巴所擁有（廠方代號B510，底盤編號2450，現今8320/SH3957），此車與另一輛九龍巴士樣板車（廠方代號B511，底盤編號2457，現今ATENU135/SH2747）於2013年9月抵港。由2012年開始，載通國際、新創建集團和港鐵巴士的訂單亦開始改為訂購Enviro 500 MMC。在同年的歐洲巴士博覽，則展出九龍巴士的另一輛樣板車（底盤編號2553，現今ATENU1/RZ5946）。而第一輛運抵香港的Enviro 500 MMC是屬城巴機場快線，於2012年11月11日先借給英國愛丁堡的Lothian Bus測試，六日後，即11月17日正式登船付運，並於同年12月17日晚上八時抵港，於2013年3月29日起正式出牌並投入服務。
此款車在香港啟用初時仍遇到不少問題，例如本車款棄用以往一直使用的Dana車軸，改用較輕及較矮的ZF車軸，但車軸（連輪胎）闊度因而增加60毫米，若使用舊款轆軨蓋（即第一代Enviro 500使用的轆軨蓋），會令車身闊度超出香港法例規定的2,550毫米限制，故不能安裝Enviro 500的轆軨蓋，所以此型巴士初期一律沒有安裝轆軨蓋。廠方有見及此，重新設計一款較薄的轆軨蓋，早期的新轆軨蓋未有貼上任何公司標誌。該款轆軨蓋率先在2013年投入服務的港鐵巴士車號504-509上試用，並成功通過運輸署驗車，但港鐵巴士2014年投入服務的新車卻未有在出牌前裝上轆軨蓋。由2014年中開始，城巴、新世界第一巴士及九龍巴士才陸續在巴士上追加轆軨蓋。混合動力版本巴士（Enviro 500 Hybrid）在投入服務前已裝上新款印有Alexander Dennis標誌的轆軨蓋，此款轆軨蓋後來亦有在部份柴油版本的新車上使用。

## 混合動力版本
2011年4月，香港環境保護署向立法會財務委員會申請撥款3,300萬港元，資助香港專營巴士公司購置6部混合動力巴士在香港試驗行駛，向亞歷山大丹尼士車廠訂購全新12米混合動力空調雙層巴士Enviro 500 Hybrid，簡稱E50H，唯車尾路線牌被移往中間。Enviro 500 Hybrid以Enviro 500 New Generation（Enviro 500 MMC）底盤作為藍本，棄用舊款Enviro 500H所採用的Trident Enviro 500底盤及GM Allison並聯式混合動力系統（Parallel Hybrid），改用由BAE研發的HybriDrive series-E串聯式混合動力系統（Series Hybrid），同時配上歐盟第六代康明斯ISBe 6.7L柴油引擎，以柴油引擎驅動發電機發電，產生的電力會輸往電池為其充電，而電池則提供電力給摩打產生動力，並直接傳送予驅動軸，所以無需使用傳統波箱。該混能系統還能把巴士剎車時的動能轉化為電力，為電池充電。在「stop/start」模式能減少引擎空轉的時間高達40％，並配備了「Arrive and Go」技術，當車速低於11.2km/h時，柴油引擎會停止操作，並自動調節單靠電力驅動，直至車速增加至11.2 km/h或以上時，引擎才會重新啟動為巴士提供動力，適合巴士經常在市區需要低速行駛的操作情況，香港環保署聲稱比柴油版E50D巴士可減低耗油量高達30%，而實際測試發現巴士消耗在空調系統的電力所佔比重較高。由於底盤重新設計，令機件不需佔用太多位置，混能系統主要佔用下層後排左方的座位，以及上層最後排的座位，混能版的E50H載客量仍有123人。第一輛運抵香港的Enviro 500H混燃巴士是屬九龍巴士，於2014年9月6日晚上抵港，同年11月11日起正式出牌並投入服務。

## 電動巴士版本

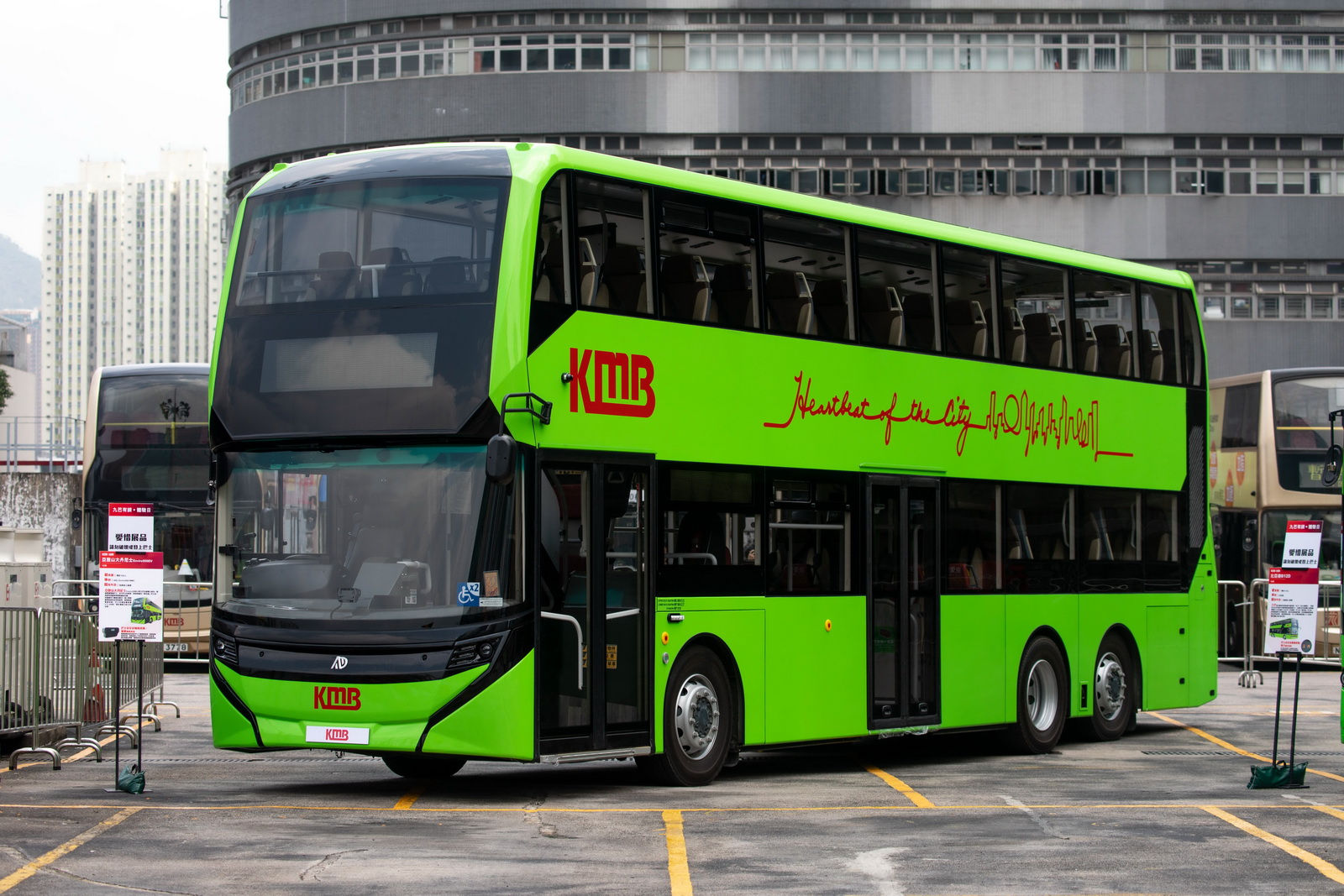
九巴Enviro 500 EV

2020年，ADL宣布為北美市場推出新一代Enviro 500 EV電動巴士，車身長度12米。這款車型並非使用中國比亞迪的底盤、電池與驅動組件，而改用ADL自家底盤、德國福伊特馬達與美國Proterra電池。巴士採用尾軸驅動取代中軸驅動，以縮短驅動組件位置，騰出更多空間安放座位。Enviro 500 EV電動巴士採用輕質鋁製車身結構和不銹鋼底盤，採用HVAC系統，配備全電動熱泵，可在寒冷天氣增加車輛行駛里程。
2022年，ADL宣布為香港九龍巴士提供10輛電動Enviro 500 EV，廠方為香港市場開發電動雙層巴士，以滿足嚴苛的運營要求。

## 生產及改良
2013年，由於Enviro 500 MMC訂單眾多，丹尼士廠方決定將部分底盤改由ADL馬來西亞廠房生產，以加快交貨速度。為分辨製造地區，底盤編號中的第11個英文字母為「M」的底盤是由馬來西亞廠房生產，而英文字母為「G」的底盤是由ADL英國基爾福總廠生產。首批由馬來西亞廠房生產的12米巴士底盤為九龍巴士（ATENU253、261、271-276、279-281、287-290），合共15副。而首批12.8米巴士底盤為城巴（6301-6384、6501-6549）及首批由馬來西亞廠房生產的11.3米巴士底盤為新世界第一巴士（4052－4091）全數由馬來西亞廠房生產。
2015年，廠方提供另一款頭尾幅組件供買家選擇。外界一般命名為Facelift車身，但官方則沒有特定名稱。新款車身頭尾幅設計與2014年在英國公佈的Enviro 400MMC相同。首批配置Facelift車身的12米版本新車屬九龍巴士，共138輛，首輛新車已於2015年9月29日完成裝嵌；首批配置Facelift車身的12.8米乃屬於城巴，共133輛；而首批配置Facelift車身的11.3米則屬於新世界第一巴士，共40輛。
2015年，ADL着手研發出兩部配歐盟六型引擎版本的Enviro500，唯因研究需時，首兩部歐盟六型樣版車於2017年10月方可運到香港作進一部測試。據了解歐盟六型版E500MMC採用Cummins ISLE6330B及Cummins L9E6C340B引擎，而散熱水箱亦因為引擎溫度有所提升而需一分為二置於引擎室左右兩方，車尾散熱口亦有所加大。
2021年，ADL由於COVID-19導致ADL業績錄得虧損，決定將多項廠房關閉及業務重組，馬來西亞組裝底盤的生產線也因成本考慮而結束。丹尼士廠方決定將部分底盤底盤改由中國珠海中興廠房生產，底盤編號中的第11個英文字母為「C」的底盤是由中國珠海中興廠房生產，首批由中國珠海中興廠房生產12.8米巴士底盤為九龍巴士（E6X144-159、161、162、165-192、194、197、200、203、212），合共51副。而首批由中國珠海中興廠房生產12米巴士底盤為城巴（8558-8567），合共10副。首批由中國珠海中興廠房生產11.3米巴士底盤為九龍巴士（E6M126-151），合共26副。

## 底盤編號
現時Enviro 500 MMC的機械配備出現多個版本。
傳動組合（波箱及尾牙）以底盤編號第六字來分辨，分別為
- C：ZF 6AP1700B波箱，尾牙比為6.2
- D：ZF 6AP1700B波箱，尾牙比為5.74[10]
- E：混能版，尾牙比為6.2
- F：Voith D864.5波箱，尾牙比為5.74
- G：ZF 6AP1700B波箱，尾牙比為5.13
- H：Voith D864.5波箱，尾牙比為6.2
- J：Voith D864.6波箱，尾牙比為5.74
- K：Voith D864.6波箱，尾牙比為6.2
- L：ZF 6AP1720B波箱，尾牙比為6.2

引擎方面，則以底盤編號第五字分辨
- 6：Cummins ISL8.9E5340B
- 7：Cummins ISB6.7E6280B
- 8：Cummins ISL8.9E3325B
- 9：Cummins ISL8.9E6330B[11]
- A及C: Cummins L9E6C340B

## 香港

### 九龍巴士
九龍巴士繼大量訂購Enviro500後，再大量訂購改良版Enviro500 MMC巴士。2012至2023年期間，載通國際為旗下2間香港專營巴士訂購逾2500部Enviro500 MMC巴士，包括12米及12.8米版本，連同龍運巴士在內共有2500多部，是全球之冠。
現時九龍巴士所有服役中的Enviro500 MMC巴士都是11.3米（車隊編號E6M）、12米（車隊編號ATENU/ATH/E6T/E5T）及12.8米（車隊編號3ATENU/E5L/E6X）版本，主要行走高客量路線及行經低排放區的路線。

#### ATENU
2012年7月，載通國際訂購220輛Enviro 500 MMC 12米，其中198輛分配給九龍巴士，其餘22輛分配給龍運巴士。其後分別加訂八批，數量為156輛、171輛、209輛、196輛、94輛、147輛、100輛及113輛，前後合共1384輛。

### 龍運巴士

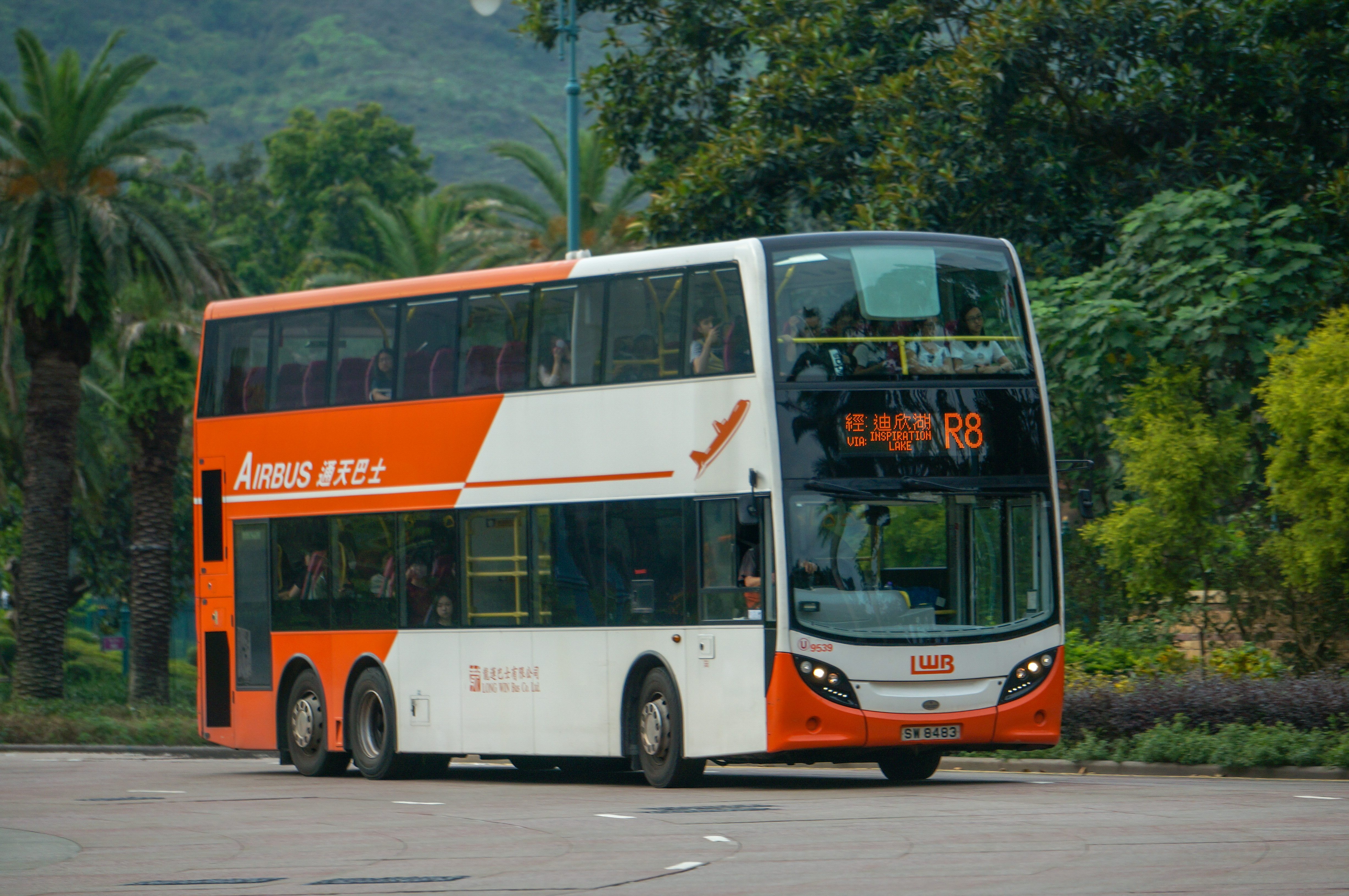
龍運巴士普通版Enviro 500 MMC 12米。全數現已轉售九龍巴士。

為提升其服務網路來配合乘客需求，龍運巴士於2005年先後從母公司九龍巴士引入新車，雖然龍運巴士後來轉為載通國際成員，但所有新車仍是同出於九龍巴士的訂單之內，包括Enviro 500 MMC。

#### 9501-9547
2012年7月，載通國際為龍運巴士訂購22輛配置歐盟5型引擎、ZF Ecolife 6AP1700B六前速波箱的普通版本Enviro 500 MMC 12米（與載通國際為九龍巴士訂購的第一批198輛Enviro 500 MMC屬同一訂單）。

### 城巴

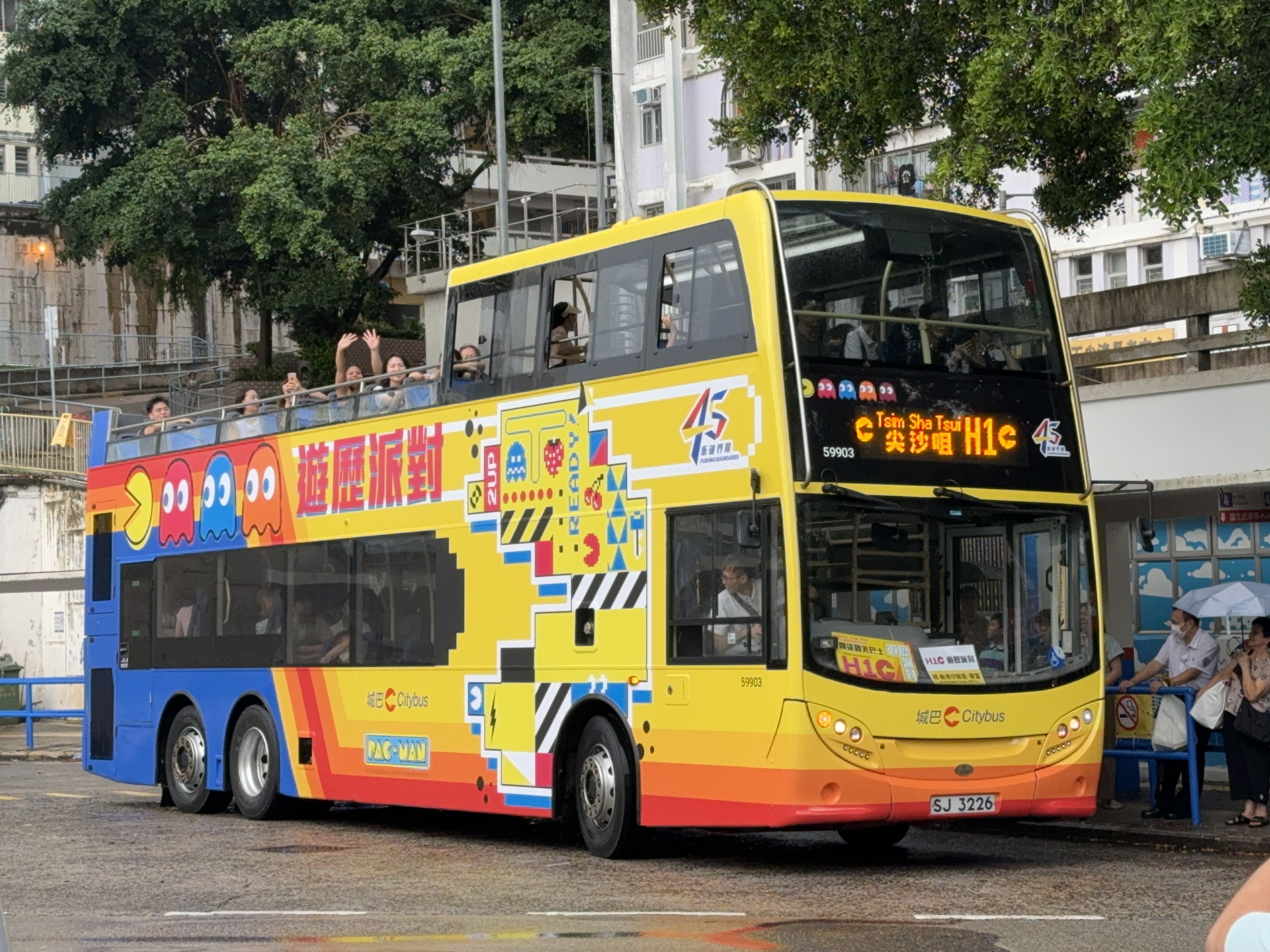
城巴12米Enviro 500 MMC開蓬巴士

由於車隊老化，城巴早於2007年起購入Enviro 500以取代舊車隊。直到2012年，Enviro 500改版成Enviro 500 MMC後，城巴繼續大量購入，更選用本車型作為第二代「城巴機場快線」。城巴更因為港島區路窄多彎的地理環境，更選擇啟用尾軸輔助轉向系統以增加車輛靈活性及減低尾軸車胎的磨損，以延長車胎壽命。這功能早於2013年的批次上使用，但由於沒有向運輸署申報，被下令停用尾軸輔助轉向，其後車輛亦未能預先啟用功能。直到2015年，城巴與運輸署商討及重新驗車後，本車型中部分車輛才批准使用尾軸輔助轉向。而全部12.8米Enviro 500 MMC在出牌前已獲批准使用尾軸輔助轉向，只獲批准行走1、5X、8X、10、19、19P、20系（20、20A）、22M、50、55、77、78X、79X、102系（102、102P）、117、118系（118、118P）、170系（170、N170）、 182系（182、182X、982X、N182）、307系（307、307A、307P、907B、907C）、606、608、619、629、681系（681、681P、981P）、780、780P、788、789、930系（930、930A、930X）、933、952、962系（962、962A、962B、962C、962E、962P、962S、962X、X962、N962）、967系（967、967S、967X）、969系（969、969A、969B、969C、969P、969X、N969）、976、989、A11、A12、A20、A21、A22、A26、A29、A29P、B3、B3A、B3X、B3M、B5、B7、B8、E11/E11A/E11S、E21/E21A/E21C/E21X、E22/E22A/E22C/E22P/E22X、E23/E23A、N21/N21A、N23、N26、N29、R8、S1、S52/S52P、S56、NA11、NA21、NA29路線。所有開啟尾軸輔助轉向的Enviro 500 MMC駕駛室內已貼上「尾軸輔助轉向」標示。
此外，為方便車長區別車輛，所有Enviro 500 MMC 12.8米車輛駕駛室內已貼上「此車12.8米長」標示。

### 港鐵巴士

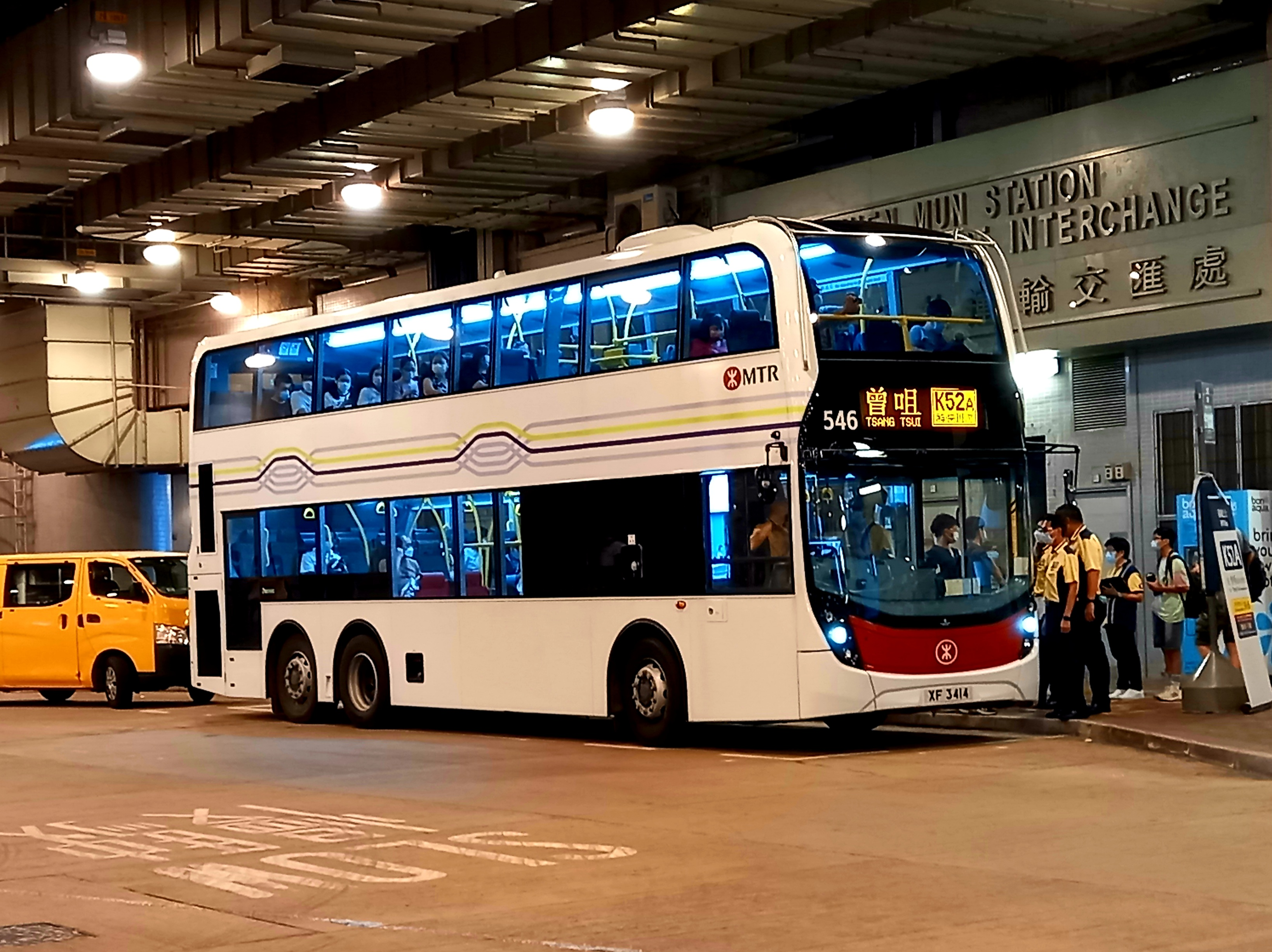
港鐵巴士第一批歐盟六期Enviro 500 MMC。

港鐵巴士的Enviro 500 MMC分別有11.3米及12米兩個長度，全數採用輕鐵第四期，第五期列車的車廂塗裝及設有樹擋，車廂內設有報站系統，採用綠色座椅，黃色扶手及不設任何電視組件。當中舊版Enviro 500 MMC已在2013年9月起投入服務。而Facelift車身則在2021年6月起投入服務。港鐵巴士也是首間引入Enviro 500 MMC Facelift車身的非專營巴士。
2021年8月3日，港鐵訂購3輛Enviro 500 MMC 12米歐盟六期雙層巴士，車身編號M513，其中一輛為取代2020年5月焚毀的同款巴士（543）的賠償品，其餘2輛則為再度擴充港鐵巴士車隊，合約編號K3308-20E，批出總值10,968,770港元的合約。全數新車底盤及車身裝組均由珠海中興智能汽車負責，新車於2022年6月到港。全數新車於2022年8月24日出牌，並於同年9月1日首航。

### 中華電力

#### 322
中華電力於2014年訂購1輛配置歐盟5型引擎、ZF Ecolife 6AP1700B六前速波箱的Enviro500 MMC 12米，編號為322，由珠海廣通客車（中興智能汽車）負責組裝車身，取代早前發生交通意外而嚴重損毀的1輛12米Enviro500（319／NV6750）。車廂內部與城巴8467-8506相若，所有座位安裝安全帶，亦並增設了車速顯示器。該車底盤將於2015年6月運抵香港，並經陸路運往珠海裝嵌車身。此車已於2015年8月底完成裝嵌，並於2015年12月17日正式出牌，車牌號碼為TW3941，2016年1月4日投入服務。

## 新加坡

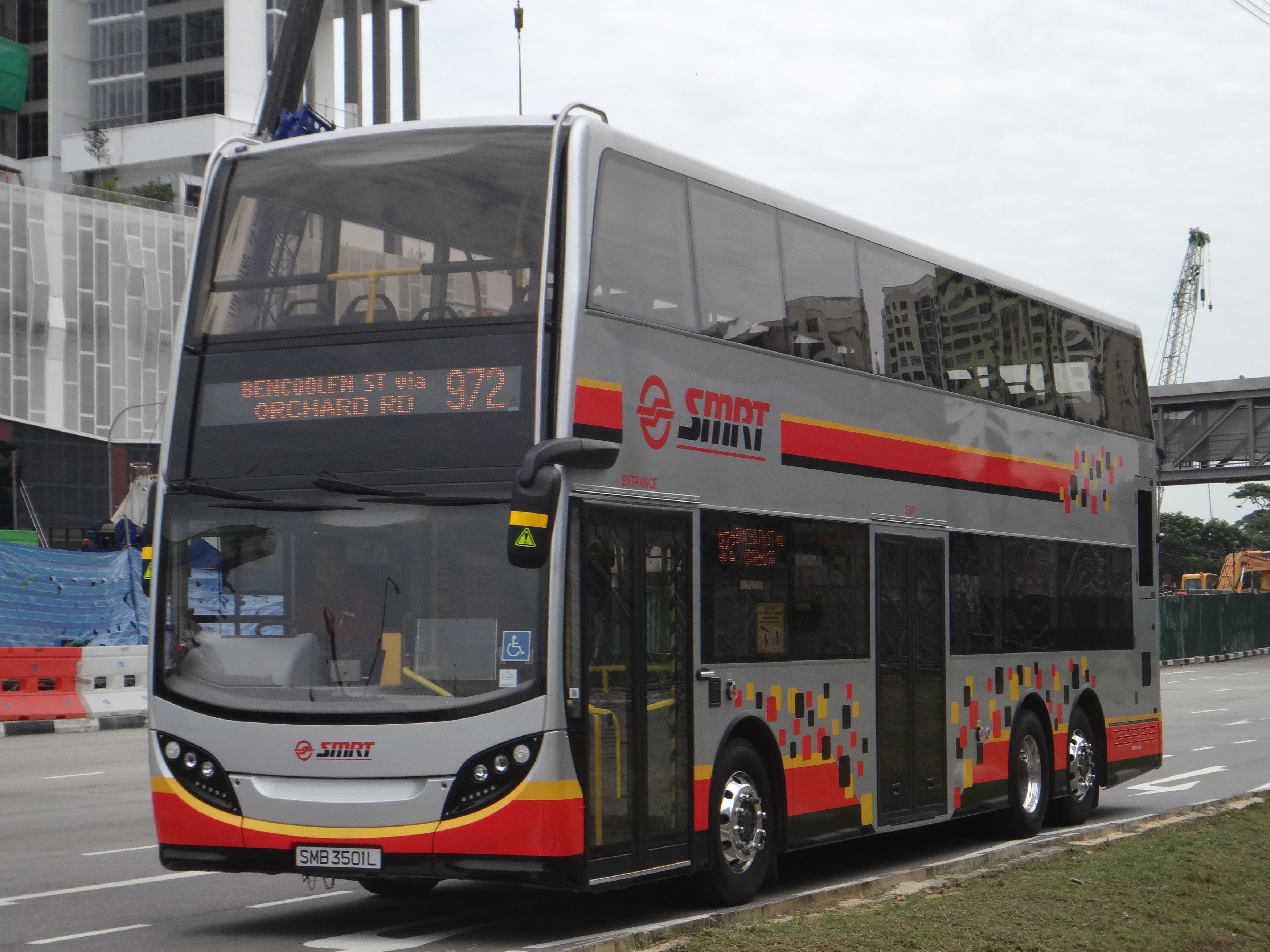
SMRT的Enviro 500 MMC巴士。

SMRT巴士於2013年訂購201輛配置歐盟5型引擎、ZF EcoLife 6AP1700B六前速波箱的Enviro 500 MMC 12米巴士（SMB5001A–SMB5085H，SMB3501L–SMB3616P），當中（SMB3501L–SMB3616P）共116輛巴士將使用於新加坡陸路交通管理局推行的巴士服務提升計劃（Bus Service Enhancement Programme，BSEP），已於2014-2015年付運。
首兩部樣板巴士已於2014年5月26日運抵新加坡，並分別於同年6月19日及6月25日正式出牌。首部樣板車（SMB5001A）由英國原廠製造底盤及組裝車身；第二部樣版車（SMB5002Y）底盤由英國原廠製造，而車身則由珠海廣通客車負責組裝。其餘新車底盤均由ADL馬來西亞廠房生產，並由珠海廣通客車（中興智能汽車）負責組裝車身。
這批巴士採用Vogelsitze System 750/3座位，設有樹擋。載客量方面，這批巴士設有83個座位、51個企位和1個輪椅位，共134人。
其中三部新車已於2014年7月13日起行走BSEP 972線，這批巴士現在行走61、67、75、77、106、169、172、176、178、180、187、188、189、190、700、850E、854、856、857、868、911E、951E、960、961、963、964、965、966、969、972、975、981、983和985路線。
2014年，新加坡陸路交通管理局計劃將新加坡巴士路線劃分為14個地區進行招標，由巴士公司競投。因此，SMRT將所有Enviro 500 MMC轉移予新加坡陸路交通管理局。2016年5月29日及2021年9月5日起，部份Enviro 500 MMC分兩批租予Tower Transit營運。
2015年，新加坡陸路交通管理局訂購15輛Enviro 500 MMC 12米（SG5700T–SG5714D），所有新車底盤均由ADL馬來西亞廠房生產，並由珠海廣通客車（中興智能汽車）負責組裝車身，全數新巴士租予SMRT營運，其後於2021年9月5日起，部份同批的Enviro 500 MMC租予Tower Transit營運。
2016年，ADL為新加坡陸路交通管理局研發附設2條通往上下層的樓梯及3門的Enviro 500 MMC，車門分別設於前軸的前方，前軸與中軸之間和尾軸與引擎之間。ADL先後製造了兩台樣板車，第一台樣板車沒有裝上任何機件，全長13米，尾跨加長了以容納第三扇車門，第三扇車門則不設梯級。2019年，ADL決定開發第二台樣板車，以Enviro 400為開發基礎，引擎乃橫置於車尾並移至右邊，尾軸為驅動軸，中軸設有輔助轉向功能。第二台樣板車全長12.5米，採用奔馳出品的引擎，全數採用全新液晶顯示電子儀錶板，於2021年初從廣通客車出廠，同年4月行駛到香港並於柴灣逗留一段時間後，再駛往葵青貨櫃碼頭上船。其後新加坡陸路交通管理局訂購50輛Enviro 500 MMC 12.5米（SG6333M–SG6382X），所有新車底盤由中國珠海中興廠房生產，並由珠海廣通客車（中興智能汽車）負責組裝車身。

## 馬來西亞

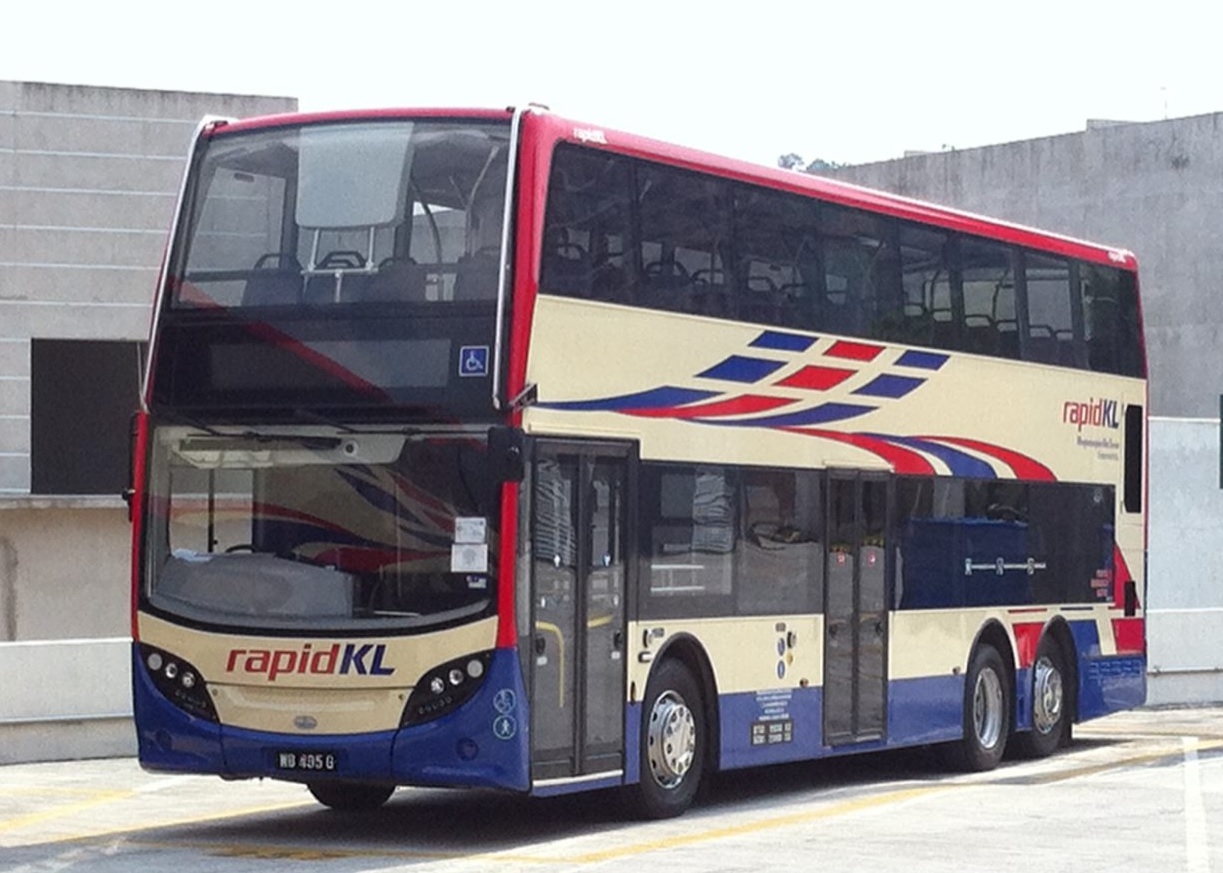
馬來西亞吉隆坡Rapid KL的Enviro 500 MMC巴士。

馬來西亞Prasarana Malaysia子公司快捷通巴士（Rapid Bus）於2013年訂購40輛配置歐盟三型引擎、備有SensoTop程式的Voith DIWA 864.5波箱的Enviro 500 MMC 12米巴士，行走吉隆坡快捷通路線（Rapid KL）。首三輛樣板車由英國原廠製造底盤及組裝車身，其餘新車底盤由ADL馬來西亞廠房生產。
這批巴士配置Cummins ISL8.9E3 325B引擎，設有樹擋。載客量方面，這批巴士設置78個座位和47個企位，載客量為125人。最高行車速度（以平路計）為80KM/H。
首部新車已於2014年10月付運，已於2015年9月7日投入服務。這批巴士服務在巴生河流域地區一些高客量路線，尤其是蕉賴、莎阿南至吉隆坡以及吉隆坡市區路線。2015年9月7日正式首航U80路線，現時這批巴士主要行走300、450、590、750和751路線。
其後檳城快捷通亦購入3輛同型號巴士，但載客量大減至108人，該批巴士已於2016年7月投入服務。

## 新西蘭

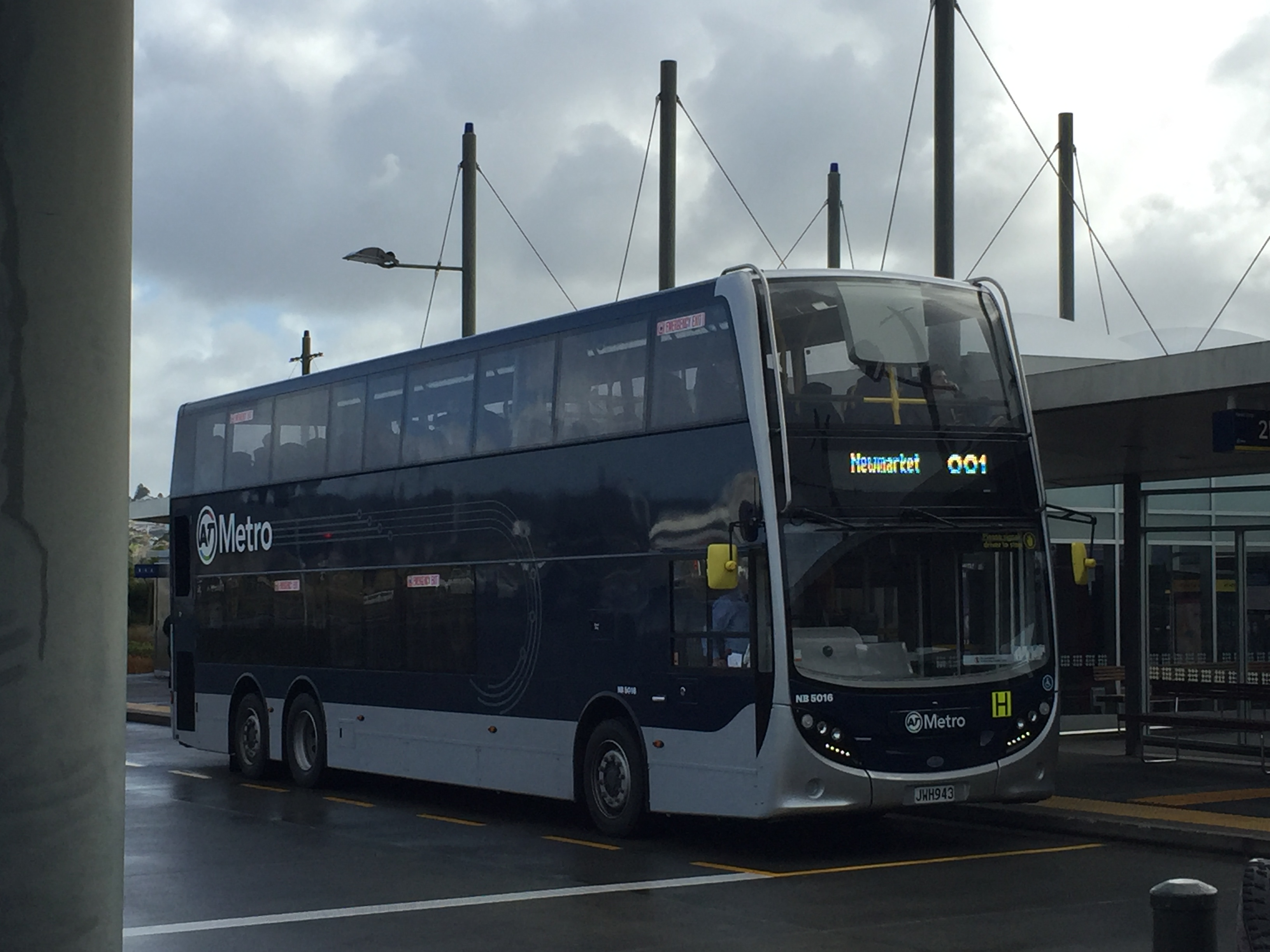
紐西蘭巴士公司NZ Bus的 Enviro 500 MMC

新西蘭Global public transport company於2015年2月訂購15輛採用ZF EcoLife 6AP1700B六前速波箱的Enviro 500 MMC 12.5米巴士，將於2015年第四季投入服務。
這批巴士主要行走500、501、550和550x線，由Howick & Eastern Buses營運。

首兩部樣板巴士（500、509）由英國原廠製造底盤及組裝車身，其餘新車均由Kiwi Bus Builders位於新西蘭陶朗加廠房負責組裝車身。
其中兩部新車底盤（512、514）由ADL馬來西亞廠房製造，其餘新車底盤均由ADL英國廠房製造。
2015年9月，NZ Bus宣佈訂購23輛、採用備有SensoTop程式的Voith DIWA 864.5D4波箱的Enviro 500 MMC 12.5米巴士，由Kiwi Bus Builders位於新西蘭陶朗加廠房負責組裝車身。全部新車底盤由ADL馬來西亞廠房製造；這批巴士主要行走274、277和881線。
2016年，Birkenhead Transport Ltd訂購8輛Enviro 500 MMC 12.5米巴士，由珠海廣通客車（中興智能汽車）負責組裝車身。
兩間公司新車均設有Wifi服務、USB充電裝置和尾軸輔助轉向系統。

## 美國

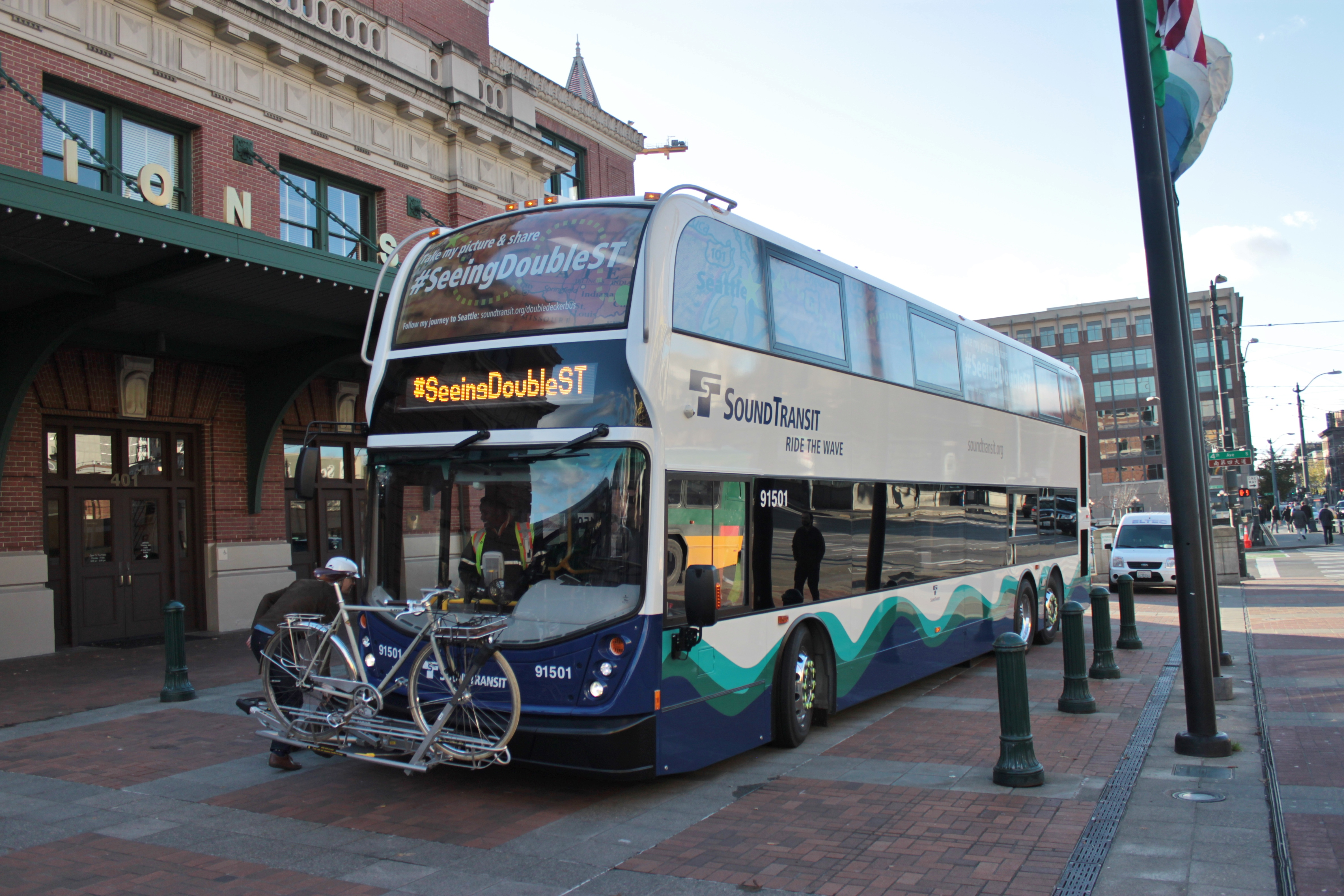
Sound Transit其中一部Enviro 500MMC。

位於加利福尼亚州、奥克兰的AC Transit曾在2015年2月25日使用1輛Enviro 500MMC樣版車行走。
Community Transit訂購45輛Enviro 500MMC，2015年下半年投入服務。
位於華盛頓州、西雅圖的Sound Transit訂購50輛Enviro 500MMC，主要行走Sound Transit Express。

## 加拿大

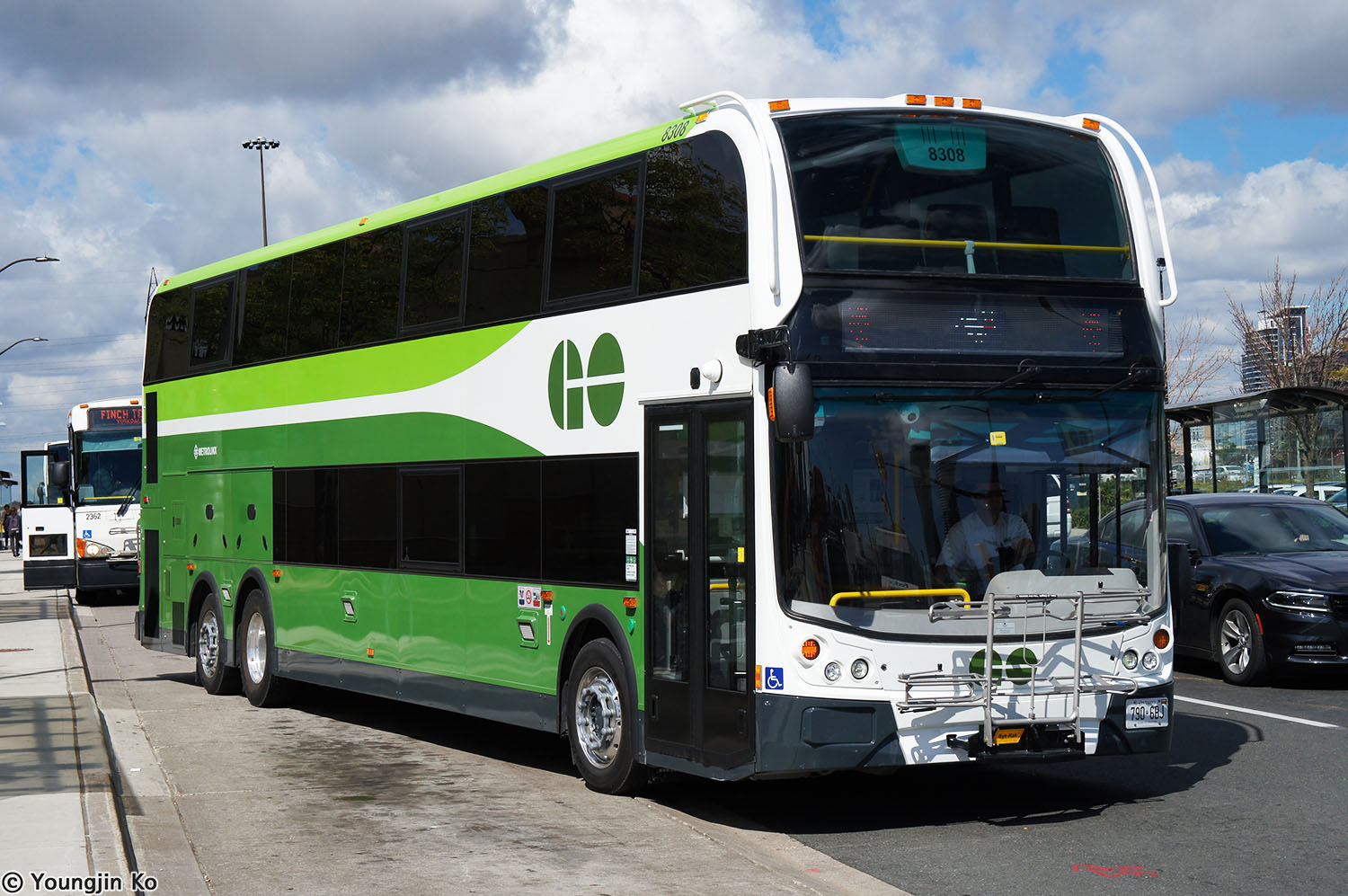
Go Transit其中一部Enviro 500MMC。

加拿大GO Transit訂購了250輛13.8米長和3.9米高的Enviro 500 MMC，由多倫多附近一間廠房負責裝嵌車身。
Strathcona County Transit訂購3輛Enviro 500 MMC。
OC Transpo訂購37輛"Go Anywhere"型號的Enviro 500 MMC，已於2015年陸續付運。
大溫哥華TransLink訂購32輛"Go Anywhere"型號的Enviro 500 MMC，已於2019年9月陸續付運。
BC Transit Victoria訂購10輛"Go Anywhere"型號的Enviro 500 MMC，已於2021年3月陸續付運。

## 瑞士
2015年9月，瑞士PostAuto訂購19輛13米長的Enviro 500 MMC，設有3道車門和2條通往上下層的樓梯，將於2016年陸續付運。

## 墨西哥
2015年，墨西哥Metrobús of Mexico City訂購90輛Enviro 500 MMC 12.8米，並已於2016年陸續付運。

## 德國

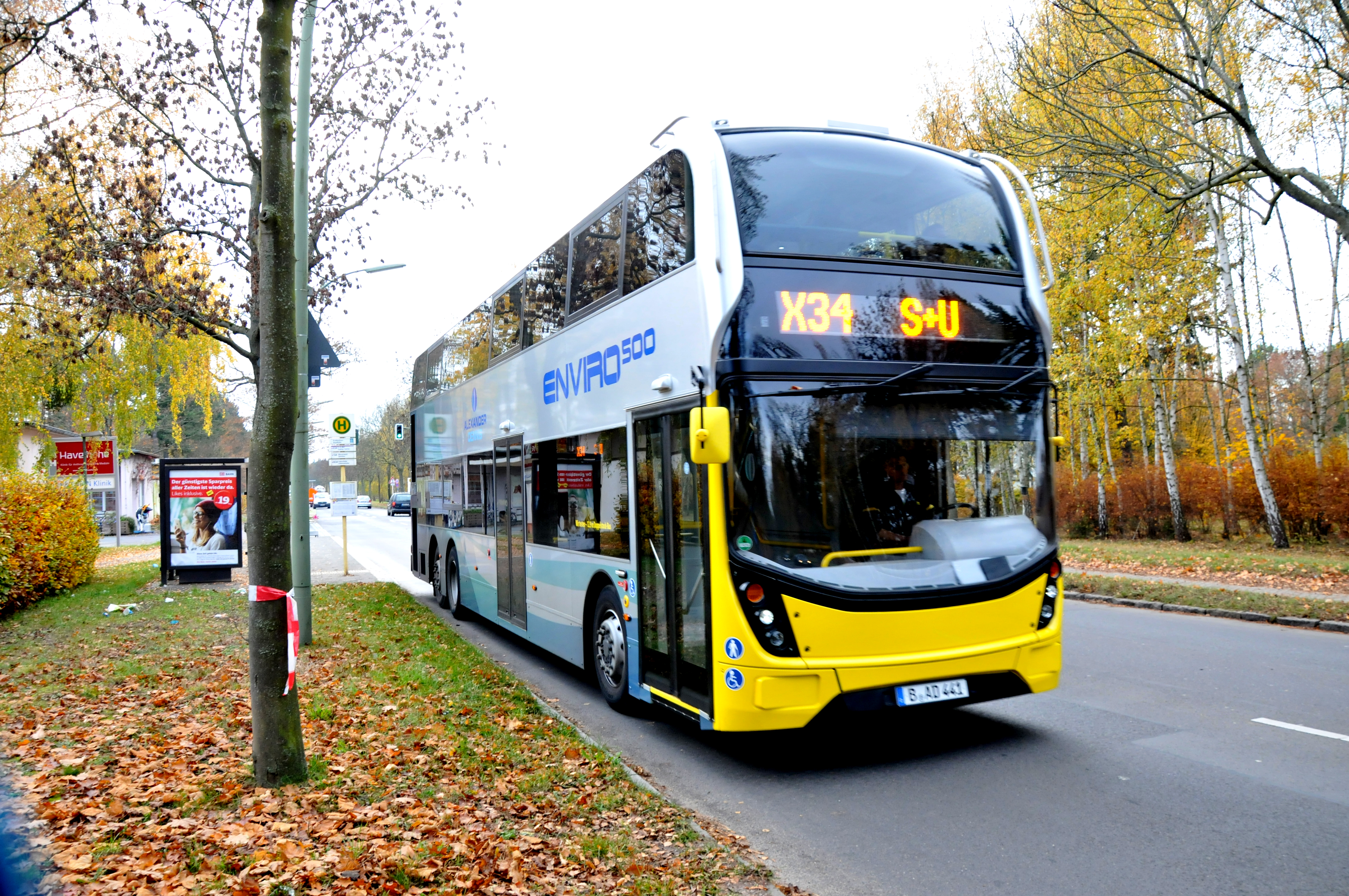
Enviro 500 MMC在德國柏林進行測試

2015年10月，德國柏林Berliner Verkehrsbetriebe引入1輛Enviro 500 MMC作6星期的試驗，以測試Enviro 500 MMC在柏林行走的情況。
2018年10月，柏林BVG公司宣佈購入200輛13.8米的Enviro 500 MMC車型來取代原有的猛獅雙層巴士車隊，新巴士是三門、雙樓梯設計，會於2020年開始運抵當地，而BVG亦可以加訂至 430部巴士。

### 同廠產品
- 亞歷山大丹尼士Enviro 500
- 亞歷山大丹尼士Enviro 400
- 亞歷山大丹尼士Enviro 350H
- 亞歷山大丹尼士Enviro 300
- 亞歷山大丹尼士Enviro 200
- 亞歷山大丹尼士Enviro 200 MMC

### 競爭產品
- 猛獅A34
- 猛獅A95
- 斯堪尼亞K310UD
- 富豪B9TL
- 富豪B8L

## 外部連結
- （英文） Enviro 500型號官方說明
- 香港巴士大典上的相关条目：Enviro500 MMC